# Acutaspis aliena
Acutaspis aliena är en insektsart som först beskrevs av Robert Newstead 1901.  Acutaspis aliena ingår i släktet Acutaspis och familjen pansarsköldlöss. Inga underarter finns listade i Catalogue of Life.